# Lee Seung-bae
Lee Seung-bae (kor. 이 승배; ur. 10 maja 1971) – południowokoreański bokser kategorii średniej i półciężkiej, W 1992 na olimpiadzie w Barcelonie zdobył brązowy medal w kategorii średniej przegrywając w półfinale z Arielem Hernándezem. Jest wicemistrzem olimpijskim z Atlanty w kategorii półciężkiej. W walce o złoty medal został pokonany przez Wasilija Żyrowa.

## Źródła
- Profil na boxrec.com